# Форест (округ, Висконсин)
Округ Форест (англ. Forest County) располагается в штате Висконсин, США. Официально образован в 1848 году. По состоянию на 2010 год, численность населения составляла 9304 человека.

## География
По данным Бюро переписи США, общая площадь округа равняется 2709,143 км2, из которых 2626,263 км2 суша и 32,000 км2 или 3,100 % это водоемы.

## Население
По данным переписи населения 2000 года в округе проживает 10 024 жителей в составе 4 043 домашних хозяйств и 2 769 семей. Плотность населения составляет 4,00 человек на км2. На территории округа насчитывается 8 322 жилых строений, при плотности застройки около 3,00-ти строений на км2. Расовый состав населения: белые — 85,86 %, афроамериканцы — 11,30 %, коренные американцы (индейцы) — 1,18 %, азиаты — 0,17 %, гавайцы — 0,04 %, представители других рас — 0,23 %, представители двух или более рас — 1,22 %. Испаноязычные составляли 1,08 % населения независимо от расы.
В составе 0,00 % из общего числа домашних хозяйств проживают дети в возрасте до 18 лет, 0,00 % домашних хозяйств представляют собой супружеские пары проживающие вместе, 0,00 % домашних хозяйств представляют собой одиноких женщин без супруга, 0,00 % домашних хозяйств не имеют отношения к семьям, 28,20 % домашних хозяйств состоят из одного человека, 13,20 % домашних хозяйств состоят из престарелых (65 лет и старше), проживающих в одиночестве. Средний размер домашнего хозяйства составляет 2,39 человека, и средний размер семьи 2,89 человека.
Возрастной состав округа: 0,00 % моложе 18 лет, 0,00 % от 18 до 24, 0,00 % от 25 до 44, 0,00 % от 45 до 64 и 0,00 % от 65 и старше. Средний возраст жителя округа 0 лет. На каждые 100 женщин приходится 100,20 мужчин. На каждые 100 женщин старше 18 лет приходится 99,00 мужчин.